# قرية ظالمة (رواية)
قرية ظالمة: رواية للكاتب محمد كامل حسين نشرت سنة 1954. تناول المؤلف الأيام الأخيرة للمسيح بأسلوب فلسفي وسرد يناقش مشكلات الإنسان النفسية والفكرية والاجتماعية المزمنة. وقد ترجمت إلى لغات عديدة كالإنجليزية والفرنسية والإسبانية والهولندية والتركية، ونال عنها جائزة الدولة التقديرية في الأدب عام 1957. وتكلم عنها الكثير من كتاب الأدب في مصر أمثال دكتور طه حسين ، والدكتوره سهير القلماوي والأديب محمد عبد الحليم عبد الله ، كما تناولها نقاد عالميون أخرون.

## جوائز
فازت الرواية بجائزة الدولة التقديرية في الأدب لعام 1954م.
كما نالت الرواية استحسانا كبيرا من قبل النقاد والقراء العرب >

## اقتباسات من الرواية
- إن المرأة تحب الرجل الذي يفهم الحب أكثر من حبها للرجل الذي يفهم النساء، فأكثرهؤلاء منافقون . إن حب المرأة هو الخطوة الأولى نحو حب الله
- إن الجريمة مهما تكن مبينة يسهل وقوعها إذا وُزِّعت توزيعاً يجعل نصيب الفرد من ذنبها أصغر من أن يضطرب لها ضميره
- ولن يحدث أبدا أن يقع حجر رأسا على الأرض ثم ينحرف عن طريقه لئلا يقع على رأس متعبد مؤمن أو طفل بريء، لأن مثل هذا الانحراف عن سنن الطبيعة يقضي على نظام العالم كله كما نعرفه
- ان الإرهاب يؤخر ثورة الناس على النظام وان كان يجعلها أمرا محتوما

## وصلات خارجية
- قرأت مؤخرا : قرية ظالمة
- آراء القراء حول رواية قرية ظالمة  على موقع أبجد